# Liste der Ortschaften im Bezirk Kirchdorf
Die Liste der Ortschaften im Bezirk Kirchdorf enthält die 23 Gemeinden und ihre zugehörigen Ortschaften im oberösterreichischen Bezirk Kirchdorf (Einwohnerzahlen in Klammern vom 1. Jänner 2024).
Kursive Gemeindenamen sind keine Ortschaften, in Klammern der Status Markt bzw. Stadt. Die Angaben erfolgen im offiziellen Gemeinde- bzw. Ortschaftsnamen, wie von der Statistik Austria geführt.
- Edlbach (525)
  - Mitterweng (133)

- Grünburg
  - Leonstein (2035)
  - Obergrünburg (722)
  - Pernzell (0)
  - Wagenhub (4)

- Hinterstoder (309)
  - Hinterberg (130)
  - Hutterer Böden (3)
  - Mitterstoder (258)
  - Tambergau (166)

- Inzersdorf im Kremstal (1189)
  - Haselbäckau (147)
  - Lauterbach (399)
  - Magdalenaberg (195)

- Kirchdorf an der Krems (Stadt, 4970)
- Klaus an der Pyhrnbahn (506)
  - Kniewas (43)
  - Steyrling (577)

- Kremsmünster (Markt, 7060)
- Micheldorf (Markt, 6010)
- Molln (Markt, 2466)
  - Breitenau (474)
  - Ramsau (700)

- Nußbach (2305)
- Oberschlierbach (266)
  - Hausmanning (208)

- Pettenbach (Markt, 1538)
  - Dürndorf (835)
  - Etzelsdorf (345)
  - Gundendorf (189)
  - Hammersdorf (303)
  - Lungendorf (339)
  - Magdalenaberg (218)
  - Mitterndorf (842)
  - Pratsdorf (667)
  - Steinfelden (107)

- Ried im Traunkreis (1519)
  - Großendorf (364)
  - Hammersdorf (6)
  - Maidorf (7)
  - Penzendorf (64)
  - Pesendorf (160)
  - Rührndorf (173)
  - Schachadorf (72)
  - Voitsdorf (361)
  - Weigersdorf (92)
  - Zenndorf (109)

- Rosenau am Hengstpaß (644)
- Roßleithen (218)
  - Mayrwinkl (168)
  - Pichl (461)
  - Pießling (162)
  - Rading (305)
  - Schweizersberg (515)

- Sankt Pankraz (308)
  - Schalchgraben (68)

- Schlierbach (1850)
  - Haselböckau (167)
  - Hausmanning (760)
  - Maisdorf (144)

- Spital am Pyhrn (1517)
  - Fahrenberg (46)
  - Gleinkerau (292)
  - Oberweng (222)
  - Seebach (207)

- Steinbach am Ziehberg (881)
- Steinbach an der Steyr (884)
  - Forstau (283)
  - Pieslwang (274)
  - Zehetner (525)

- Vorderstoder (841)

- Wartberg an der Krems (Markt, 1378)
  - Diepersdorf (299)
  - Hiersdorf (203)
  - Penzendorf (271)
  - Schachadorf (182)
  - Strienzing (617)

- Windischgarsten (Markt, 2373)